# Chery QQ
Chery QQ – samochód miejski, produkcji chińskiej firmy Chery Automobile. Powstał w 2003 roku, a od 2006 jest na macierzystym rynku sprzedawany pod zmienioną nazwą, Chery QQ3.

## Pierwsza generacja
Samochód jest wyposażony w jeden z dwóch poniższych silników benzynowych:
- 0,8 dm³ o mocy 51 KM
- 1,1 dm³ o mocy 67 KM

Oba silniki spełniają normę EURO III.

## GM Matiz
Samochód jest zewnętrznie bardzo podobny do GM Matiza. Wywołało to podejrzenia o bezprawne skopiowanie przez chiński koncern auta Daewoo/GM, co ostatecznie skończyło się pozwem sądowym General Motors.

## Bezpieczeństwo
Pomimo podobieństwa do Matiza, testy Euro NCAP wykazały niższy poziom bezpieczeństwa samochodu.